# Khalfa Mameri
Pour les articles homonymes, voir Mameri.
Khalfa Mameri, né le 12 août 1936 à Taourirt Tamelalt, Guenzet (Algérie), est un homme politique et écrivain algérien. Il a été député du Rassemblement pour la culture et la démocratie de 1997 à 2002.

## Biographie
Il est diplômé de la Faculté de droit d'Alger (licence en droit public), de l'université Columbia de New York (hautes études internationales) et enfin de l'université Panthéon-Sorbonne (doctorat d'État en sciences politiques).
Ancien maître de conférences à la Faculté de droit d'Alger, à l'Institut d'études politiques d'Alger et à l'École nationale d'administration. Il exerce d'importantes fonctions en tant que directeur général aux ministères de l'Intérieur et des Affaires étrangères, secrétaire général d'un ministère, conseiller d'un Premier ministre et enfin 4 fois ambassadeur : au Burundi, en Éthiopie (auprès de l'OUA aussi), en Côte d'Ivoire et en Chine.
Il est élu député d'Alger de 1997 à 2002.

## Œuvres
Khalfa Mameri est auteur d'une dizaine de livres dont la biographie de Abane Ramdane et des livres du parascolaire :
- Les Nations Unies face à la question algérienne, SNED, Alger, 1968
- Orientations politiques de l'Algérie, SNED, Alger, 1973
- Citations du Président Boumediène, SNED, Alger, 1975
- Réflexions sur la Constitution algérienne, OPU, Alger, 1978
- Le Premier Ministère en Algérie, ENAL, Alger, 1984.
- Abane Ramdane, Héros de la guerre d'Algérie
  - 1re édition : L'Harmattan, Paris, 1988.
  - 2e édition : Rahma, Alger.
  - 3e édition : Editions Mameri, Alger, 1996.
  - 4e édition : Thala Éditions, Alger, 2007.
  - 5e édition (en arabe) : Thala Éditions, Alger, 2007.
- Larbi Ben M'hidi, Héros de la Guerre d'Algérie, Édition Mameri, Alger, 1994.
- Journal d'un ambassadeur d'Algérie en Chine, Édition Mameri, Alger, 1998.
- Abane Ramdane : le faux procès, Éditions Mehdi, Tizi-Ouzou, 2007.
- Les Constitutions algériennes, Thala Éditions, Alger, 2008.

Livres pour enfants
- Colonel Lotfi, Thala Éditions, Alger, 2008.
- Larbi Ben M'Hidi, Thala Editions, Alger, 2008.
- Abane Ramdane (6 éditions, dont une en kabyle et une autre en arabe).
- Houari Boumediène.
- Mohamed Boudiaf, le rêve assassiné, Thala Édition, Alger, 2007.
- Ferhat Abbas, Thala Éditions, Alger, 2007.